# Godawari
Godawari – rzeka w środkowych Indiach, o długości 1448 km i powierzchni dorzecza 313 tys. km². Średni roczny przepływ przy ujściu wynosi 3980 tys. m³/s.
Jej źródła znajdują się na wschodnich stokach Ghatów Zachodnich. Płynie w kierunku południowo-wschodnim w poprzek Półwyspu Indyjskiego, przez wyżynę Dekan i Ghaty Wschodnie. Uchodzi deltą (połączoną kanałem z rzeką Kryszna) do Zatoki Bengalskiej (wybrzeże Madhya Pradesh).
Główne dopływy to:
- prawe
  - Manjra
  - Penganga
- lewe
  - Indrawati
  - Pranhita
  - Sabari

W dolnym biegu żeglowna i wyzyskiwana do nawadniania pól. Występują na niej sezonowe wezbrania, a nawet powodzie. Głównym miastem nad Godawari jest Rajmandri.
Godavari to jedna z siedmiu świętych rzek hinduizmu.